# Most Wanted Tour
Most Wanted Tour fue una gira de conciertos realizada por la cantante estadounidense Hilary Duff. Fue el primer tour mundial de Duff. La gira de conciertos comenzó en Worcester, en julio de 2004 y culminó en abril de 2005, en un concierto único promocional en Caracas, Venezuela.
El Most Wanted Tour fue la segunda gira realizada por Duff, pero la primera gira de conciertos de talla mundial realizada por la cantante. Este tour sirvió como promoción a su segundo álbum de estudio, de título homónimo Hilary Duff, lanzado el 28 de septiembre de 2004. Duff interpretaba algunas de las canciones que estarían incluidas en el nuevo disco, sin ser este lanzado, y los grandes hits de su álbum debut Metamorphosis.
Los conciertos eran rápidos, aproximadamente de una hora de duración, pero llenos de energía y bastante sencillos.

## Lista de canciones
1. "Girl Can Rock"
2. "Little Voice"
3. "Come Clean"
4. "So Yesterday"
5. "Anywhere But Here"
6. "Metamorphosis"
7. "Sweet Sixteen"
8. "Where Did I Go Right?"
9. "Love Just Is"
10. "Why Not"
11. "The Math"
12. "Workin' it Out"
13. "Party Up"
14. "Fly"
15. "Rock This World
16. "Do You Want Me?"
17. "The Getaway"
18. "Mr. James Dean"
19. "Our Lips Are Sealed"
20. "My Generation"

Venezuela: Cierre Del Tour
1. "Girl Can Rock"
2. "Little Voice"
3. "Come Clean"
4. "Weird"
5. "Anywhere But Here"
6. "Metamorphosis"
7. "Haters"
8. "So Yesterday"
9. "Where Did I Go Right?"
10. "Workin' it Out"
11. "Why Not"
12. "Do You Want Me?"
13. "Party Up"
14. "Rock This World
15. "The Getaway"
16. "Fly"
17. "Our Lips Are Sealed"

## Fechas del tour
| Fecha                    | Ciudad          | País           | Lugar                                    |
| ------------------------ | --------------- | -------------- | ---------------------------------------- |
| 20 de julio de 2004      | Worcester       | Estados Unidos | Worcester Centrum Center                 |
| 21 de julio de 2004      | Filadelfia      | Estados Unidos | Wachovia Center                          |
| 22 de julio de 2004      | Fairfax         | Estados Unidos | Patriot Center                           |
| 24 de julio de 2004      | Hershey         | Estados Unidos | Giant Center                             |
| 25 de julio de 2004      | East Rutherford | Estados Unidos | Continental Airlines Arena               |
| 26 de julio de 2004      | Uniondale       | Estados Unidos | Nassau Coliseum                          |
| 27 de julio de 2004      | Pittsburgh      | Estados Unidos | Peterson Center                          |
| 29 de julio de 2004      | Detroit         | Estados Unidos | The Palace                               |
| 30 de julio de 2004      | Chicago         | Estados Unidos | Allstate Arena                           |
| 31 de julio de 2004      | Milwaukee       | Estados Unidos | Bradley Center                           |
| 1 de agosto de 2004      | Minneapolis     | Estados Unidos | Target Center                            |
| 3 de agosto de 2004      | St. Charles     | Estados Unidos | Family Arena                             |
| 4 de agosto de 2004      | Indianápolis    | Estados Unidos | Conseco Field House                      |
| 5 de agosto de 2004      | Nashville       | Estados Unidos | Gaylord Entertainment Center             |
| 6 de agosto de 2004      | Charlotte       | Estados Unidos | Cricket Arena                            |
| 8 de agosto de 2004      | Atlanta         | Estados Unidos | Gwinett Center                           |
| 9 de agosto de 2004      | Greenville      | Estados Unidos | Bi Lo Center                             |
| 11 de agosto de 2004     | Jacksonville    | Estados Unidos | Jacksonville Colliseum                   |
| 12 de agosto de 2004     | Tampa           | Estados Unidos | Sundome                                  |
| 13 de agosto de 2004     | Lauderdale      | Estados Unidos | Office Depot Center                      |
| 18 de agosto de 2004     | Austin          | Estados Unidos | Frank Irwin Center                       |
| 19 de agosto de 2004     | Dallas          | Estados Unidos | NokiaStage                               |
| 20 de agosto de 2004     | Lubbock         | Estados Unidos | United Spirit Arena                      |
| 21 de agosto de 2004     | Norman          | Estados Unidos | Lloyd Noble Center                       |
| 23 de agosto de 2004     | Denver          | Estados Unidos | Magnus Arena                             |
| 25 de agosto de 2004     | Salt Lake City  | Estados Unidos | Delta Center                             |
| 26 de agosto de 2004     | Boise           | Estados Unidos | Idaho Center                             |
| 31 de agosto de 2004     | San Francisco   | Estados Unidos | Oakland Arena                            |
| 1 de septiembre de 2004  | Fresno          | Estados Unidos | Save Mart Arena                          |
| 2 de septiembre de 2004  | Anaheim         | Estados Unidos | The Arrowhead Pond                       |
| 3 de septiembre de 2004  | Las Vegas       | Estados Unidos | MGM Grand Arena                          |
| 5 de septiembre de 2004  | Los Ángeles     | Estados Unidos | Staples Center or Universal Amphitheater |
| 7 de septiembre de 2004  | Seattle         | Estados Unidos | Key Arena                                |
| 8 de septiembre de 2004  | Portland        | Estados Unidos | Rose Garden Arena                        |
| 11 de septiembre de 2004 | Vancouver       | Canadá         | Pacific Coliseum                         |
| 12 de septiembre de 2004 | Calgary         | Canadá         | Pengrowth Saddledome                     |
| 20 de octubre de 2004    | Tokio           | Japón          | Tokyo Entertainment Centre               |
| 27 de octubre de 2004    | Melbourne       | Australia      | Rod Laver Arena                          |
| 28 de octubre de 2004    | Sídney          | Australia      | Entertainment Centre                     |
| 4 de enero de 2005       | Kelowna         | Canadá         | Prospera Place                           |
| 6 de enero de 2005       | Calgary         | Canadá         | Saddledome                               |
| 7 de enero de 2005       | Edmonton        | Canadá         | Rexall Place                             |
| 8 de enero de 2005       | Saskatoon       | Canadá         | Credit Union Centre                      |
| 10 de enero de 2005      | Winnipeg        | Canadá         | MTS Centre                               |
| 13 de enero de 2005      | Kitchener       | Canadá         | Kitchener Memorial Auditorium Complex    |
| 14 de enero de 2005      | Toronto         | Canadá         | Air Canada Centre                        |
| 15 de enero de 2005      | Ottawa          | Canadá         | Corel Centre                             |
| 19 de enero de 2005      | Ottawa          | Canadá         | Corel Centre                             |
| 20 de enero de 2005      | Toronto         | Canadá         | Air Canada Centre                        |
| 25 de enero de 2005      | Bridgeport      | Estados Unidos | Bridgeport Arena                         |
| 28 de enero de 2005      | Atlantic City   | Estados Unidos | Trump Taj Mahal Casino                   |
| 29 de enero de 2005      | Wiles Barre     | Estados Unidos | Wachovia Arena                           |
| 10 de abril de 2005      | Caracas         | Venezuela      | Estadio Universitario de Caracas         |

- Datos: Q9035314